# 中国戏曲音乐
中国的戏曲音乐是中国戏曲中的音乐部分，在中国很受欢迎也较为普及的音乐之一。广大地区都有自己的地方戏曲。其代表是崑曲和京剧。中国戏曲音乐通常以高调的唱腔为主，并以笛、皮鼓、梆子、锣和京胡等弦乐器伴奏。其他中国戏曲音乐代表有：河北梆子、豫剧、评剧、越剧、闽剧、粤剧、秦腔、黄梅戏、潮剧、高甲戏和傩戏等。全中国共有600多个地方戏剧品种。昆曲被联合国列为人类非物质文化遗产代表作名录。

## 历史

### 唐朝以前
中国戏曲音乐在汉朝有用舞蹈表演故事的“角抵戏” 。南北朝以后，又出现许多带故事性的歌舞表演形式和节目。有北齐的“代面” 、“踏摇娘”。唐朝的“参军戏”和“拨头”等。

### 宋朝
宋朝城市中出现了勾栏、瓦舍等场所，戏曲音乐逐渐从农村进入城市，趋向于专业性的演出，并使得各种技艺在相互影响和吸收下迅速发展和提高。北宋末期所演出的宋杂剧 已是戏曲艺术初具规模的阶段。在“宋杂剧”的直接影响下，从民间歌舞发展起来的南宋戏文（简称“南戏”或“戏文” ，又称“温州杂剧”或“永嘉杂剧”）终于在浙江温州出现了。“南戏”的出现，标志着我国戏曲艺术的正式形成。“南戏”在温州产生后，不久又传播到当时作为国家政治经济中心的都城临安，并得到很大的发展。当时在北方则盛行“金院本”，后发展为“元杂剧” 。

### 元朝
元朝形成了并盛行于北方的元杂剧，元杂剧作家关汉卿所写的《窦娥冤》和王实甫所写的《西厢记》等名作，一直流传到今天。南方仍广泛流传着南戏，和元杂剧形成对立的局面。到了元末（１４ 世纪中叶） ，元杂剧由于内容和艺术形式的局限，逐渐走向衰落。

### 明朝
明代继续从南戏发展，著名的有明代中叶汤显祖的《还魂记》。同一剧本可以用各种声腔演唱。当时最盛行的声腔，就是后世所称的四大声腔（海盐腔、余姚腔、昆山腔、弋阳腔） 。昆山腔和弋阳腔在发展中有很大的革新创造，他们和清代中叶兴起的梆子腔、皮黄腔，以及近百年发展起来的新兴腔，经过不断的创新和变化，一直流传到今天。

## 特点
中国戏曲音乐方面是综合了古代的词曲音乐（如“唐宋词调”） 、歌舞音乐（如“唐宋大曲” 、“转踏”等） 、说唱音乐（如“鼓子词” 、“唱赚”和“诸宫调”等）以及民间歌曲发展而成的。例如早期的南戏和杂剧的音乐，一方面采取了民间的歌舞音乐作为素材，另一方面又继承和吸收了“唐宋词调” 。又如昆山腔和弋阳腔的曲牌，有很多是从民歌发展而成的。

## 组成

### 念白
念白有四种：
- 散白，散白的特点是近似生活语言，但有一些艺术加工，较之日常说话更为夸张。例如京剧中的京白、昆剧中的苏白，以及其他地方剧种的方言白，都属于这一类。
- 韵白，韵白的特点是对生活语言进行了更为复杂的艺术加工，比散白更为夸张。因而它距离生活语言较远，而更具歌唱性。但韵白和唱腔又有所区别，唱腔的曲调有固定音调，而韵白没有固定音高。
- 数板 ，数板的特点是强调语言的节奏性，把相对自由的语言纳入固定的拍子（常见的是２／４ 拍和１／４ 拍）和规整的节奏中。
- 引子 ，引子不是纯粹的念白，它是念和歌唱的混合体。所以，引子也可以列入唱腔的一部分。

### 器乐
中国戏曲音乐所用的器乐是为唱腔伴奏，如开头过门、句中过门、结尾过门，或为场景音乐（开幕曲、间奏曲、闭幕曲等等）单独演奏，以及为配合表演的身段动作和念白的配乐等。器乐演奏对调节和控制全局的节奏起着重要的作用。每出戏从开始到结束，场和场之间的转换、唱和唱之间的衔接，都需要器乐来为之引导和贯串。

### 唱腔
中国戏曲音乐中演唱的曲调，叫做“唱腔” ，是中国戏曲音乐的主要组成部分。除了极少数的武戏外，唱腔在每出戏中都占重要的地位。每个剧种都有自己独特的唱腔。比如京剧主要是由西皮和二黄两种声腔系统组成的。每种声腔又有各种不同的板式（如导板、散板、慢板、原板、快板等） 。每个板式还由于“行当”不同，在曲调上也有所区别。行当是根据不同脚色（近现代称“角色”）的表演艺术特点而设的专业分工类型。京剧中有生、旦、净、丑四个总行当。生行又把中年和老年的男角色叫做“老生” ，年轻的叫做“小生” ，有武功的叫做“武生” ；旦行又把中年妇女叫做“青衣” ，活泼天真的女子叫“花旦” ，年老的妇女叫“老旦” ，粗豪的男子叫做“净”（花脸）等。这些不同脚色的唱腔，音乐风格是统一的，但也有很明显的差异。
中国戏曲剧种十分丰富，据不完全统计，有三百多种。众多的剧种按音乐的体制可分为曲牌联套体（或称联曲体）和板式变化体（或称板腔体）两类。板式变化体唱腔的特点，是以一个曲调为基础，通过拍子、节奏、速度和曲调的扩展、紧缩、模仿等变化发展，而演化成一系列的板式。例如京剧中（无论西皮或二黄）就是以原板为基础，然后派生出慢板、快板、散板等各种板式。这些板式中拍子、节奏和速度的变化、创造，实际是生活节奏在戏曲音乐语言中的高度概括。比如在现实生活中，人们复杂的内心情绪，就要求用迂回曲折、婉转舒缓的曲调来抒发，因而在板式变化体唱腔中就将可塑性较大的基本曲调（例如京剧的原板、豫剧的二八板、河北梆子的二六板、蒲剧的二性、滇剧梆子腔的二流等）加以装饰扩展，丰富了它的歌唱性，并把唱腔速度放慢，而创造了善于描绘人物内心世界的“慢板” 。又如当人们心情是焦灼、急切、紧张、愤慨或与对方争辩时，语言是急促的，声调变化虽然不大，但脉搏跳动很剧烈，这种生活节奏在板式变化体唱腔中被提炼成节奏明快、强劲短促、带有朗诵性质的“快板” 。再如拍子自由的散板类唱腔，则是来自人们由于激动不安、心潮翻滚的情绪而产生的摇曳、多变的生活节奏。曲牌联套体唱腔的特点，使全剧由若干具有独立性的曲牌组合而成。

## 主要戏剧音乐

### 川剧
川剧是中国戏曲古老剧种之一，历史传统悠久。古代戏曲的四大声腔于明清之际形成后，在清代中叶随各种渠道先后传入四川。之后，这些声腔逐渐改用四川方言演唱，并吸收四川民间音乐，如田秧山歌等音调，又加上四川戏灯，并用特有的川剧锣鼓伴奏，形成了集五种腔于一身、具有浓厚四川地方风格的川剧。在川剧的五种腔中，最有特色的是高腔，其拥有的剧目约占全川剧剧目的７０ ％ 左右；其次是弹戏（川梆子）和胡琴戏（皮黄戏） ；昆腔戏和灯戏较少。川剧高腔由弋阳腔演变而来。它保留了弋阳腔的不用丝竹乐仅用打击乐伴奏和采取人声帮腔的特点，唱、帮、打相结合，其帮腔具有独特的表现作用，除用以反复，强调领唱者的唱腔、加强舞台气氛的渲染外，还表达剧中人的心理活动，唱出潜台词，运用自如，非常具有特色。川剧高腔音乐属于曲牌连缀体，共拥有约５００ 支曲牌，常用的有近２００ 支。每支曲牌一般由帮腔和唱腔组成，结构可分成三部分：起腔部分、中间部分、结尾部分。

### 京剧
京剧是流行于中国各地的、为广大观众所喜闻乐见的戏曲剧种。基本唱腔是西皮、二黄两种腔调。西皮是由梆子腔于明末从陕西经湖北襄阳传到武汉后形成的。京剧中的二黄唱腔，深沉凝重，常用来表现沉思、感叹、回忆等情绪。二黄的源流，诸说不一。但从实际音乐研究比较，二黄脱胎于江西宜黄腔之说，似较可靠。二黄传到安徽后，形成徽调，于清乾隆年间进京。徽调并流于湖北与西皮合流，形成汉调。于清道光年间进京。徽调和汉调在北京吸收昆曲、梆子诸腔之长，从而形成早期京剧。

### 昆曲
昆曲最早是流行在江苏省昆山一带的南戏清唱腔调，故亦称“昆山腔”（昆腔） 。昆曲搬上舞台后，又称“昆腔戏”（昆戏） 。清代中叶开始称“昆剧” ，1949年后正式定名为“昆剧” 。元代至正（１３４１ ～１３６８）经昆山音乐家顾坚的改进和演唱，促进了这个腔调的发展。到了明代初叶，才有昆山腔这个称谓。在嘉靖隆庆（１５２２ ～ １５７２）年间，流寓于江苏太仓的魏良辅是一位熟悉南北曲，很有造诣的戏曲音乐家，认为当时的南曲唱腔“平直无意致” ，就会同善唱南北曲的张野塘，洞箫名手张梅谷，著名笛师谢林泉以及门下弟子张小泉、季敬坡、戴梅川、包郎郎等人，在昆山腔原有的基础上，吸收海盐腔、余姚腔、弋阳腔的优点，并融合北曲在演唱上的成就，对旧昆山腔进行了革新，使新腔具有温柔婉转的特点，被称为“水磨腔” 。嘉靖中叶后，明代戏曲作家梁辰鱼（字伯龙）（约１５１９ ～ １５９１）得到魏良辅的传授，并和当时的音乐家郑恩笠、唐小虞、陈棋泉（梅泉）等人，继续进行改革，把他所写的传奇《浣纱记》用昆曲搬上舞台，大获成功。明万历（１５７３ ～ １６２０）以后，昆曲流传到江苏、浙江、北京等全国各地，盛极一时。
昆曲唱腔有两类：南曲、北曲。南曲是五声调式，保持了早期昆曲特色，曲调迂回连绵，具有曲折委婉、优美抒情的特点。北曲是七声调式，曲调中有较多的大跳音程，具有激越高亢的风格。

### 越剧
越剧是在浙江嵊县一带民间歌曲的基础上，吸收了说唱音乐和兄弟剧种的剧目、表演和唱腔发展起来的新兴剧种，已有７０ 年的历史，属新兴腔。越剧唱腔是板式变化体，其艺术特点是善于抒情，以唱见长，曲调清悠婉转、优美动听。越剧虽然主要流行于我国南方，但是现在已成为国内外有较大影响的地方剧种。越剧《梁山伯与祝英台》、《红楼梦》、《碧玉簪》、《情深》、《追鱼》、《柳毅传书》、《祥林嫂》等先后被搬上银幕，在国内外放映。.

### 吕剧
吕剧是在山东琴书（坐腔扬琴）的基础上发展起来的新兴剧种。吕剧过去曾被称为“上装扬琴”或“扬琴戏” 。清末，广饶县的琴书艺人时殿元（１８６３ ～ １９４８ 年） 、谭秉伦、崔兴乐等，把《王小赶脚》改为化妆演唱，因为演出时，曾用驴形道具，故被称为“驴戏” ，在临邑、济阳一带被称为“迷戏” ，在胶东又称为“蹦蹦戏” 。１９５０ 年定名为“吕剧” 。吕剧唱腔简朴平易、优美动听、极易上口。基本唱腔是“四平腔”和“二板”两种，有时也使用其他曲牌。